# Страшный суд (полиптих ван дер Вейдена)

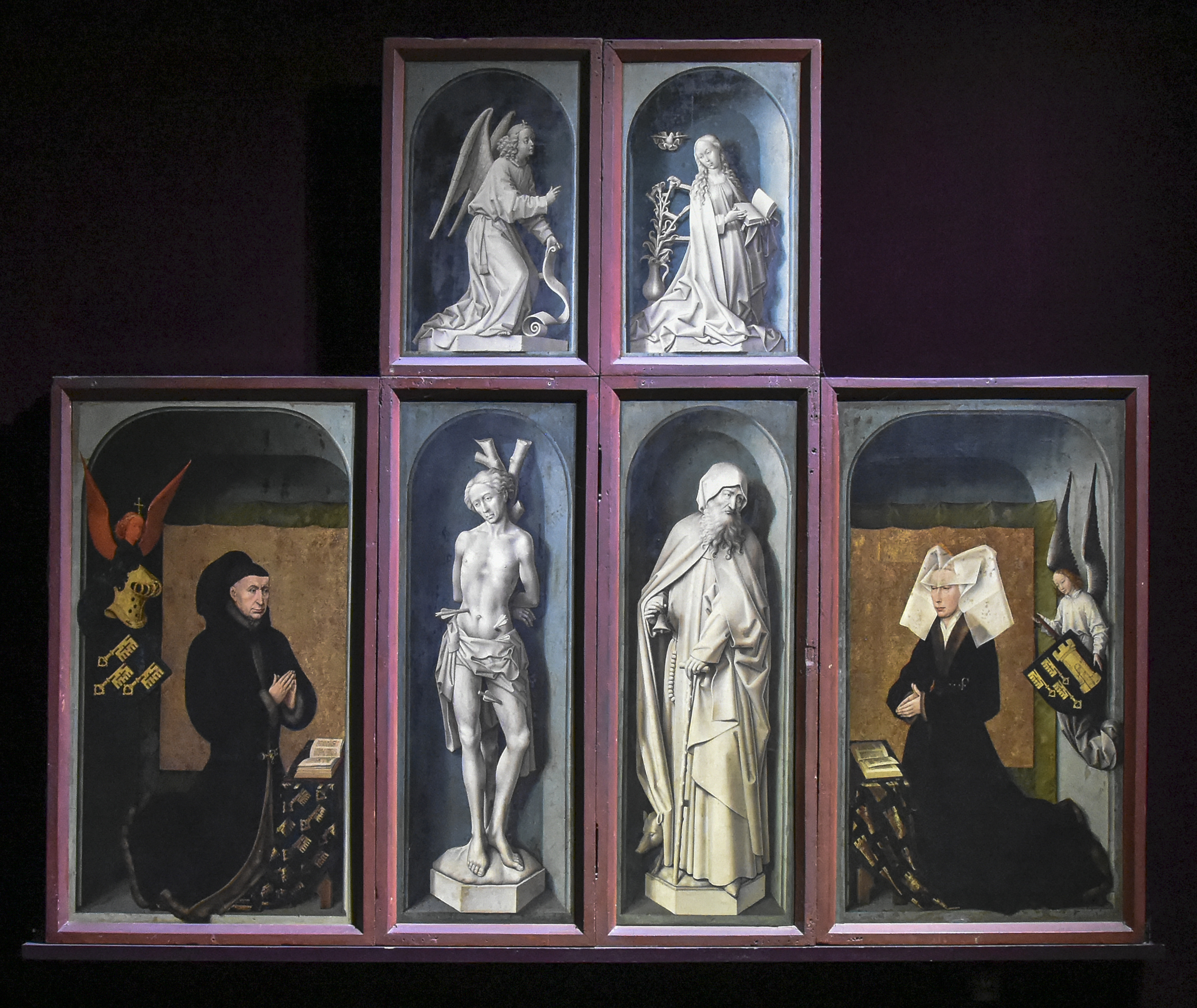
Полиптих «Страшный суд» в закрытом виде

«Страшный суд» — алтарный полиптих ранненидерландского живописца Рогира ван дер Вейдена, известный также под названием «Бонский алтарь». Работа, датируемая периодом 1445—1450 годов, состоит из пятнадцати картин, написанных на девяти дубовых досках (на шести из них — с обеих сторон).
Картины полиптиха изображают сцену Страшного суда. На центральной доске, занимающей два ряда, изображён Иисус Христос с архангелом Михаилом, взвешивающим на весах человеческие души, которые отправляются либо к райским вратам на левом краю полиптиха, либо в ад на правом. Шесть боковых створок в сложенном виде изображают святых и донаторов.
«Страшный суд» был заказан в 1443 году для Госпиталя в Боне бургундским канцлером Николя Роленом и его супругой Гигон де Сален, впоследствии похороненной перед алтарём в капелле больницы. Полиптих поныне хранится в этом же самом здании, хотя и не на своём изначальном местоположении — неудовлетворительное состояние вынудило переместить его в XX веке на другое место, чтобы защитить от воздействия солнечных лучей и почти 300 000 ежегодных посетителей.

## История
Филипп III Добрый назначил Николя Ролена бургундским канцлером в 1422 году, и тот занимал должность в течение последующих 33 лет, что сделало его состоятельным человеком. Ролен пожертвовал значительные средства на основание Бонской богадельни — пристанища для больных во французском городе Бон, ныне известного, как историческая больница «Отель-Дьё». Причины, побудившие его основать больницу в Боне, а не на своей родине в Отёне, точно неизвестны. Возможно, это было следствием вспышки чумы, уничтожившей много населения между 1438 и 1440 годами, либо жестоких разорений, которым город подвергся от мародёрствующих банд — так называемых «живодёров», промышлявших в сельской местности после гражданской войны между арманьяками и бургиньонами. В 1441 году Ролен получил от папы Евгения IV разрешение на строительство, и 31 декабря 1452 года богадельня была освящена. Ролен посвятил её святому Антонию Великому, обычно ассоциировавшемуся в средние века с исцелением от болезней, и основал орден бонских сестёр-госпитальеров. Жена Ролена Гигон де Сален, как и его племянник Ян, приняла самое деятельное участие в основании лечебницы и служила в ней вплоть до своей смерти в 1470 году. 

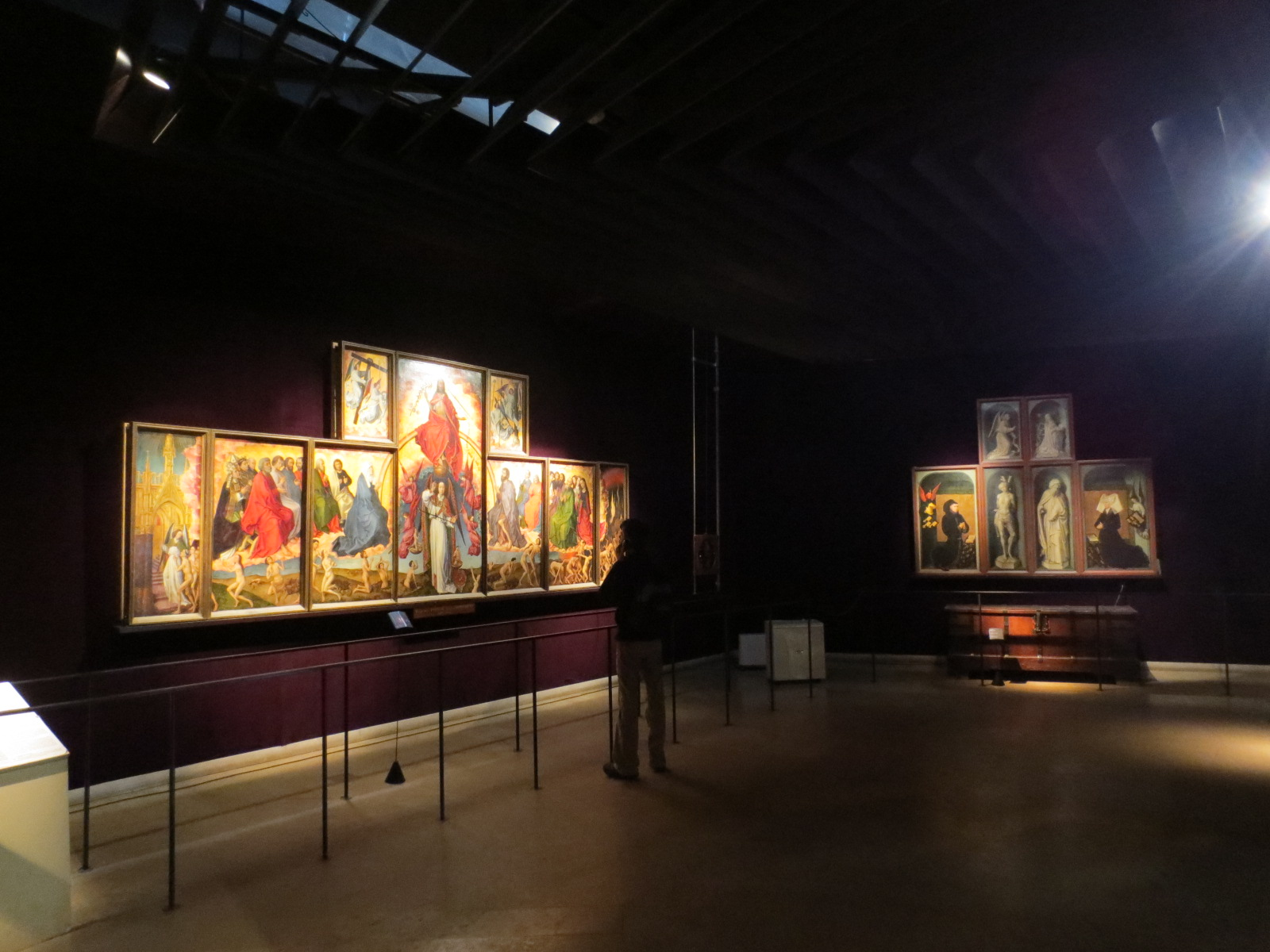
Вид полиптиха в Бонском Отель-дьё

Сохранились документы, касающиеся деталей заказа, места его установки в центральной части капеллы и даты завершения работы, что нетипично для нидерландской алтарной живописи. Ролен обратился к ван дер Вейдену примерно в 1443 году, и ко времени освящения больницы полиптих, написанный в брюссельской мастерской художника (скорее всего, с помощью учеников) был завершён и доставлен в Отель-дьё. Официально он впервые упоминается в описи 1501 года, когда находился в главном алтаре.
Полиптих был предназначен для предупреждения больных о грядущей загробной жизни, чтобы напоминать им о вере и направлять мысли к духовному. В XV веке, когда медицина была слишком дорога и примитивна, духовная забота о пациентах была не менее важна, чем лечение физических недугов, поэтому Ролен велел разместить 30 кроватей в пределах видимости «Страшного суда» для тех, кто уже был неспособен ходить, чтобы обречённые могли разглядывать его сквозь орнаментную решётку.

## Описание

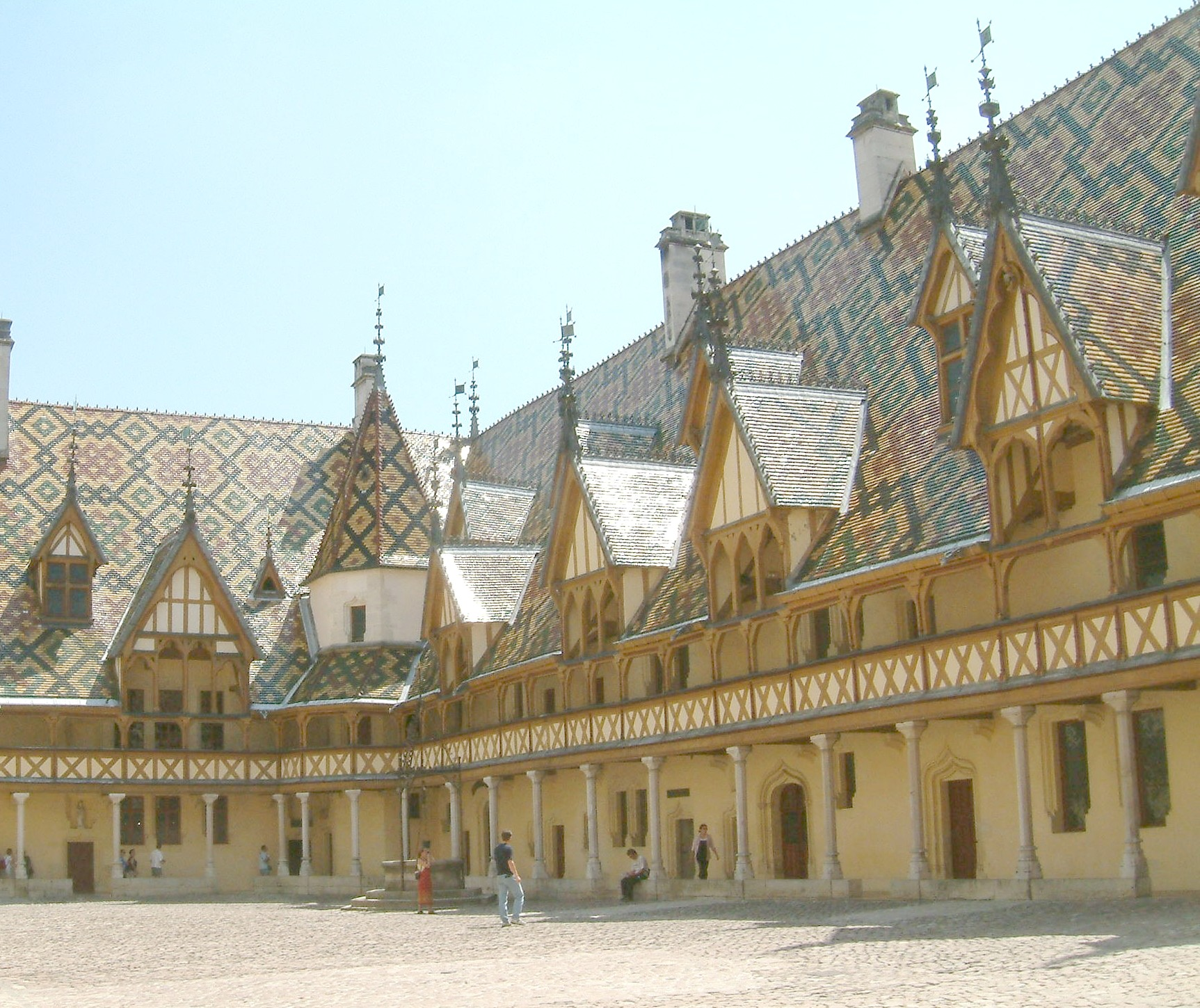
Двор Госпиталя в Боне

Полиптих несёт двойную функцию — внутренние доски демонстрируют возможную загробную судьбу зрителя, предстоящую суровую альтернативу между Раем и Адом, спасением или проклятием; внешние являются надгробным памятником донаторам. В закрытом виде полиптих напоминает перевёрнутый крест — форму, обычную для резных ретабло XV века. Увеличенная сверху центральная доска позволяет разместить монументальную фигуру Христа и небесную перспективу. Данное нововведение, которое можно наблюдать ещё в «Снятии с креста» ван дер Вейдена, придаёт полиптиху конфигурацию готической церкви, где нефы располагались по бокам прохода к апсиде или хору.
Тема Страшного суда разрабатывалась в искусстве с начала XI века и стала очень распространённой в настенных росписях, обычно изображаемых над главным выходом, где её могли рассматривать прихожане, покидающие церковь. Архангел Михаил, взвешивающий души, является одним из поздних дополнений темы, впервые встречаясь в итальянской живописи XII века. Поскольку он не имеет библейской основы в теме Страшного суда, часто проводятся дохристианские параллели, связанные с его участием, например, с изображениями Анубиса, играющего аналогичную роль в древнеегипетском искусстве.
На ван дер Вейдена, возможно, повлиял «Страшный суд» Штефана Лохнера, написанный около 1435 года, с которого он мог позаимствовать возвышающегося над деисусом Христа, сидящего на радуге. Однако в противоположность ужасу и хаосу, царящему на картине Лохнера, ван дер Вейден со скорбным достоинством изображает сцену, полностью управляемую с Небес бесстрастным Христом. Морализаторский тон тёмной иконографии полиптиха может быть сравним с Изенгеймским алтарём Маттиаса Грюневальда, также заказанным для утешения больных и умирающих в монастыре Святого Антония в Изенгейме.

### Внутренние доски

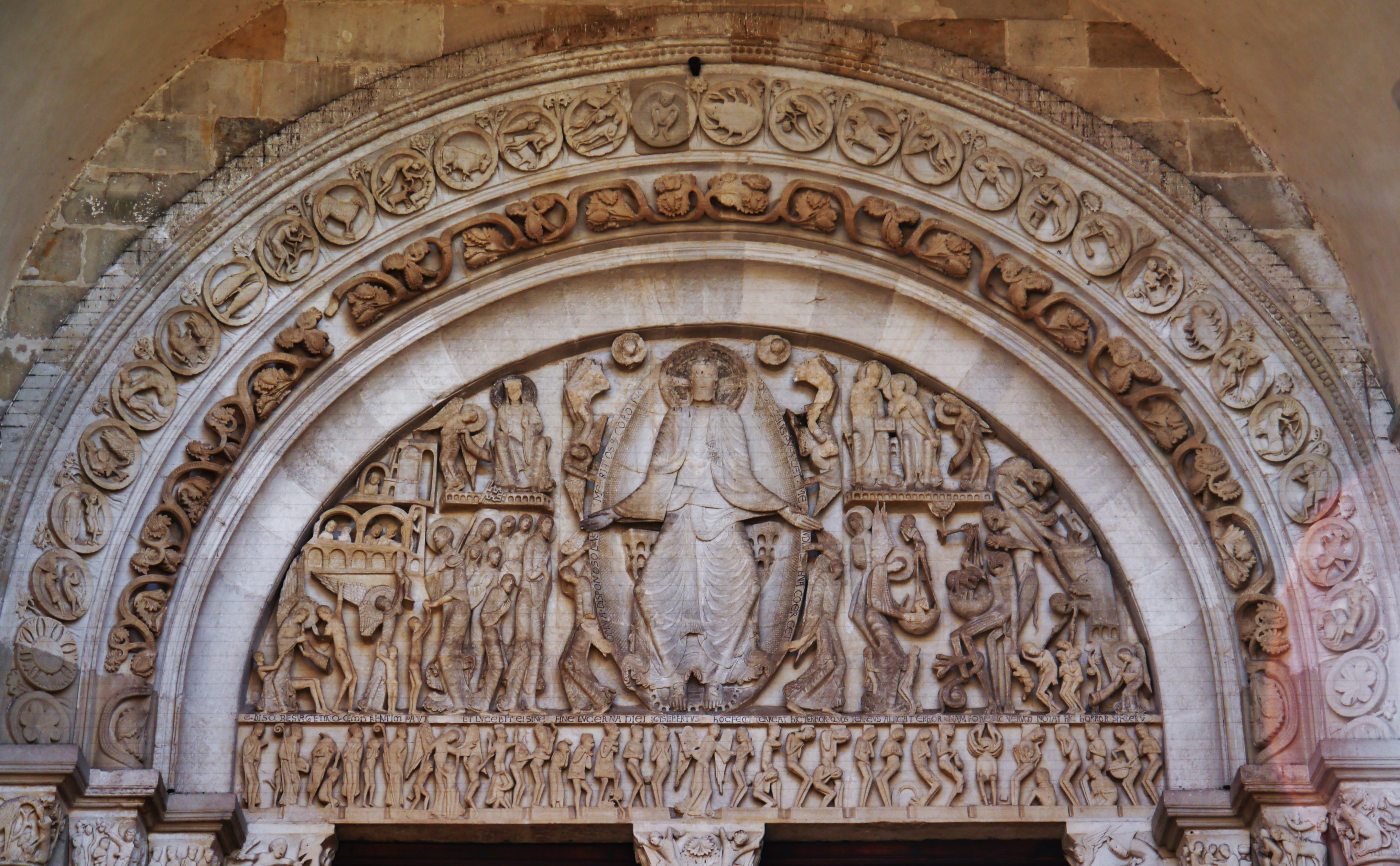
Сцена Страшного суда на тимпане собора святого Лазаря в Отёне

По словам искусствоведа Линн Джейкобс, исполнение цельного образа сцены через «устранение переходов между картинами является весьма примечательным в истории полиптихов». Как и на триптихе семейства Брак ван дер Вейдена, фоновый пейзаж плавно проходит по всем картинам нижнего ряда. Небесная сфера, к которой устремляются прибывающие обнажённые души, представлена ослепительным золотым фоном, охватывающим почти всю ширину полиптиха.
Нижний ряд картин представляет собой изображение Земли с выходами к Раю и Аду. Разделение между его досками игнорируется полностью, так что попадающая на пересечение человеческая фигура изображается с обеих сторон. Иконография картины сосредоточена на центральной доске с Христом, предвещающим наступление Царства Небесного, и Святым Михаилом. Земное и небесное на полиптихе строго разделено, а возвышающийся над алтарём Христос, источающий спокойствие и контроль над происходящим, придаёт всем остальным картинам баланс, упорядоченность и ощущение движения.
Воскрешение мёртвых, показанное ван дер Вейденом, было нередким для изображений в тимпанах готических соборов, в частности, знакомого Ролену кафедрального собора святого Лазаря в Отёне, что могло повлиять на выбор темы и композиции заказа.

### Верхний ряд и центральная картина

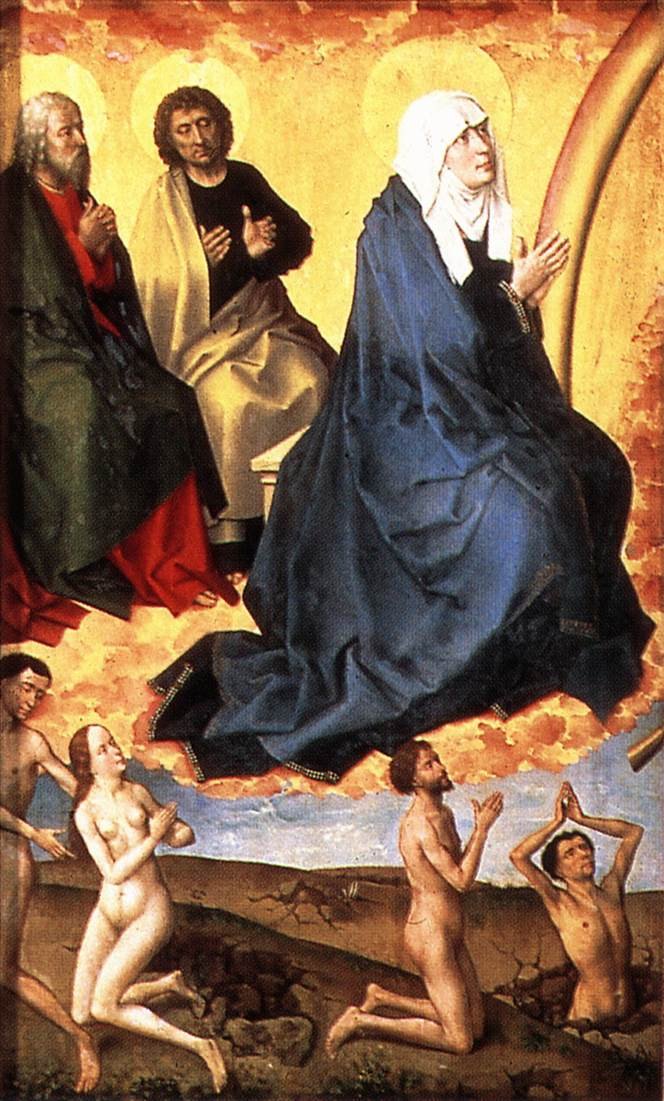
Ван дер Вейден игнорирует разделение между досками. Одеяние апостола и бегущий человек переходят на соседнюю картину. Справа заметен кончик духовой трубы ангела

Иисус вершит свой суд, сидя на радуге и опираясь ногами на золотую сферу. У его правой руки, поднятой в благословении, изображена лилия, у левой — меч, что указывает на принимаемые решения о дальнейшей судьбе человеческих душ. Жесты рук повторяют расположение весов в руках архангела Михаила. На раскрытых ладонях и ступнях Христа видны кровоточащие раны, полученные при распятии на кресте, на груди — рана от копья Лонгина. Лицо Христа идентично лицу на триптихе семейства Брак, написанному всего несколькими годами позже. На двух верхних боковых створках изображены подлетающие к Христу с двух сторон ангелы в белых литургических облачениях, держащие в руках Орудия Страстей Господних.

Архангел Михаил, воплощение и проводник божественной справедливости, является единственным персонажем, присутствующим как на Небе, так и на Земле. С бесстрастным выражением лица он взвешивает на весах души, причём грешник перевешивает праведника, что необычно для христианской живописи. Михаилу уделяется особое внимание на полиптихе, нетипичное для изображений сцен Страшного суда, чтобы подчеркнуть его важность именно для обитателей хосписа, приближающихся к загробной жизни. Его левая нога выдвинута вперёд, словно архангел собирается выйти за пределы картины, а взгляд, направленный на зрителя, намекает, что суд предстоит не только изображённым душам. Фигура архангела, одетого в сияющий белый стихарь под красной вытканной золотом ризой, доминирует в нижнем ряду, гипнотически привлекая внимание зрителя. Его окружают четыре парящих херувима, призывающие мёртвых на суд игрой на трубах. Их красные облачения на фоне голубого неба под золотым сиянием небесной сферы усиливают контрастность ослепительного стихаря Михаила, подчёркивая роль апостола в происходящем.

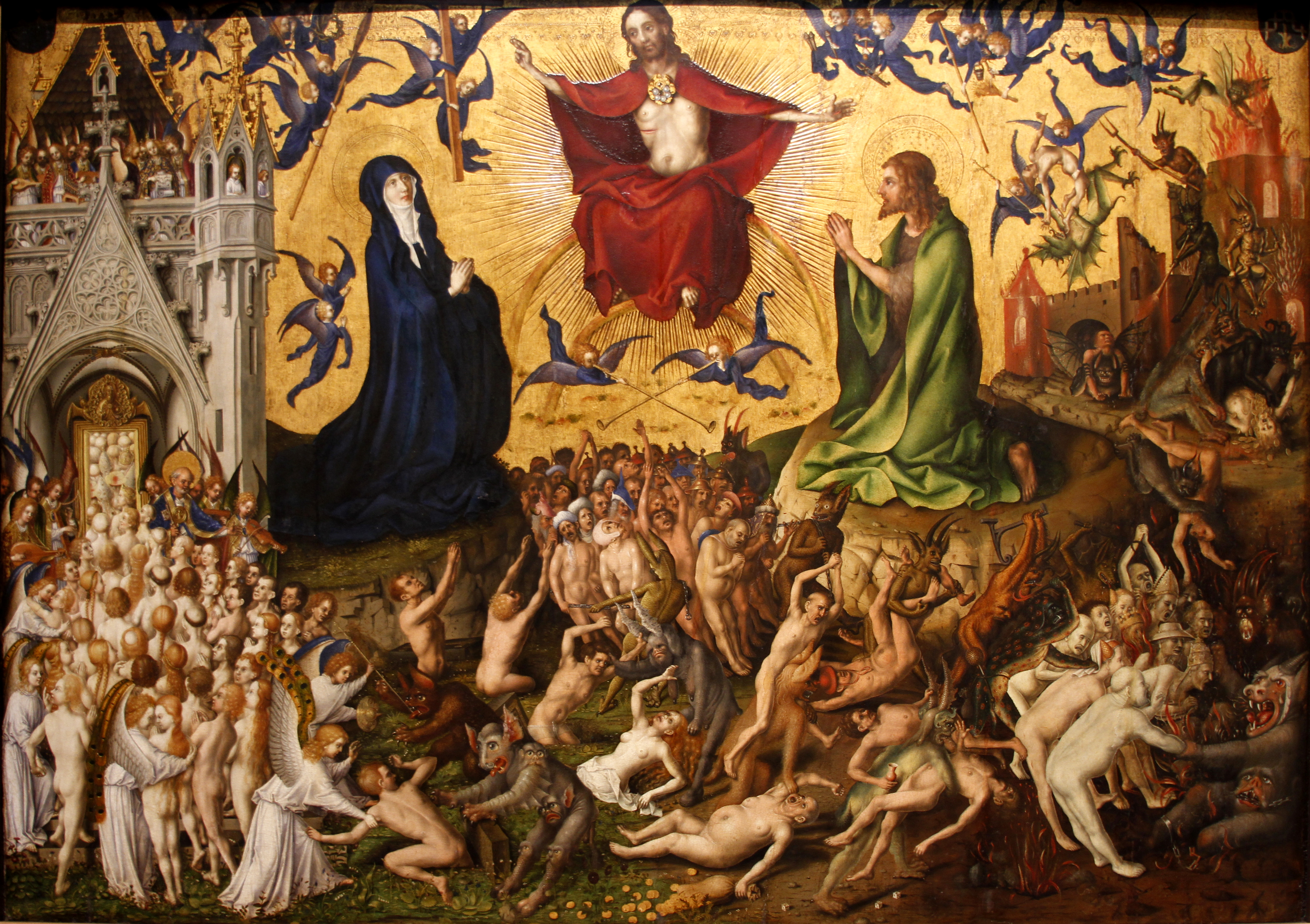
Страшный суд. Штефан Лохнер (ок. 1435). Музей Вальрафа-Рихарца. Кёльн.

Культ архангела Михаила развился во Франции XV века скорее всего благодаря легенде о его явлении Жанне д’Арк. Михаил считался хранителем умерших, а эпидемия чумы в регионе, одна из вспышек которой произошла в 1441—1442 годах, незадолго до основания Бонского хосписа, значительно увеличило влияние архангела. Примерно в то же время достигло своего пика паломничество к Мон-Сен-Мишель в Нормандии, что способствовало росту постояльцев хосписа, и акцентирование полиптиха на архангеле Михаиле для жаждущих исцеления имело особое значение.
У ног архангела поднимаются из могил мёртвые, чьи фигуры выглядят крошечными по сравнению с Христом и святыми. Спасённые души, воссылающие славу Христу, бегут вереницей налево, к райским вратам, где их приветствует ангел; осуждённые, уставившись в землю, отправляются направо и, затягивая за собой друг друга, толпой проваливаются в Ад на вечные муки. Фигуры и тех, и других соответствуют положению рук Спасителя. Искусствовед Лорн Кемпбелл отмечает глубоко пессимистичный взгляд ван дер Вейдена на судьбы человечества, выраженный в значительном превосходстве грешников над праведниками, по сравнению, например, со «Страшным судом» Штефана Лохнера, где к райским вратам устремляется целая толпа.
Слева от Христа под лилией начертаны его слова из Евангелия от Матфея: VENITE BENEDICTI PATRIS MEI POSSIDETE PARATUM VOBIS REGNUM A CONSTITUTIONE MUNDI (Приидите, благословенные Отца Моего, наследуйте Царство, уготованное вам от создания мира. Мф. 25:34), справа под мечом: DISCEDITE A ME MALEDICTI IN IGNEM ÆTERNUM QUI PARATUS EST DIABOLO ET ANGELIS EJUS (Идите от Меня, проклятые, в огонь вечный, уготованный диаволу и ангелам его. Мф. 25:41). Слова о спасённых, написанные белой краской, что делает их трудноразличимыми в репродукциях, читаются снизу вверх, к небесам; о проклятых — в противоположном направлении.

### Нижний ряд
По обе стороны от Михаила изображён многофигурный деисус с Девой Марией, Иоанном Крестителем, двенадцатью апостолами и святыми отцами. Апостолы сидят полукругом за спинами Богоматери и Крестителя, начиная от Петра в красном одеянии слева и заканчивая Павлом в зелёном справа. Остальные семь персонажей — король, папа, епископ, монах и три женщины — точно не идентифицированы и могут подразумевать собой как типичные образы, так и портреты конкретных людей.
Рай на полиптихе представлен входом в Небесный Град под тонкими лучами света, выполненным в современном автору готическом стиле. Сам вход внешне напоминает вход в Бонский хоспис. Рай занимает одну доску полиптиха, тогда как Ад распространяется на соседнюю, возможно, как намёк на его большую обширность и всепроникновение греха. Обычно на картинах о Страшном суде грешники изображались истязаемыми чертями и злыми духами, здесь же единственным свидетельством их мучений является выражение лиц. Первым эту деталь отметил Эрвин Панофски, предположивший, что ван дер Вейден ставил задачу передать мучение скорее как внутреннее состояние, нежели внешнее воздействие.

### Внешние доски

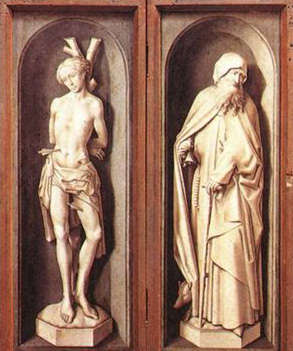
Статуэтки святых Себастьяна и Антония

Внешние доски представляют собой две боковые створки с портретами коленопреклонённых в молитве донаторов и четыре картины, выполненные в технике гризайль, с изображением статуэток святого Себастьяна, святого Антония и архангела Гавриила, благовествующего Деве Марии. Святой Себастьян считался заступником от чумных эпидемий, Антоний — от кожных заболеваний и эрготизма, известного со средневековья под названием «огонь святого Антония». Оба святых тесно ассоциировались с бургундским двором: Филипп Добрый родился в день святого Антония и имел незаконнорождённого сына по имени Антоний. То же имя носили двое сыновей Ролена и, кроме того, он состоял в королевском рыцарском ордене Золотого Руна, святым покровителем которого был святой Себастьян.
В отличие от внутренних досок, внешние значительно различаются композицией. Все персонажи строго разделены по отдельным нишам, а цветовые схемы портретов донаторов и статуэток святых резко контрастируют друг с другом.
Как и в других полиптихах середины XV века, внешние доски многое позаимствовали из Гентского алтаря 1432 года, в частности, сочетание натуралистичных портретов донаторов с имитацией статуэток святых и трактовку сцены Благовещения. Данная иконография более не встречается ни на одной другой работе ван дер Вейдена, что позволяет предположить требование заказчика следовать примеру ван Эйка. Не склонный к подражанию ван дер Вейден организовал персонажей внешних досок в концентрированной и компактной форме. По мнению некоторых искусствоведов внешние доски «Страшного суда» ван дер Вейдена по сей день остаются одним из наиболее эффектных примеров тромплёя в живописи.
| - Портрет Николя Ролена на «Страшном суде» Рогира ван де Вейдена - Его же портрет на «Мадонне канцлера Ролена» Яна ван Эйка |

На тусклом фоне внешних досок колористически выделяется красный ангел с золотым шлемом и ключами на гербе, по которому уверенно идентифицируется его владелец, как и его супруга по своему гербу. Ролен и де Сален преклонили колена у переносных алтарей, покрытых тканью с их гербовыми эмблемами. Де Сален, известная благочестием и щедростью и бывшая, возможно, инициатором строительства хосписа, изображена на правой боковой створке, что традиционно считалось менее выгодной позицией, чем слева, и ассоциировало её с Евой, первородным грехом и грехопадением человека.
Внешность Ролена на полиптихе имеет заметное сходство с другим его более ранним портретом — «Мадонной канцлера Ролена» ван Эйка, написанной около 1435 года, хотя за прошедшее десятилетие некоторая напыщенность и высокомерие сменились у него задумчивостью и смирением. Возможно, ван дер Вейден несколько сгладил изъяны внешности и пожилой возраст канцлера, уменьшив необычную форму его губ, увеличив глаза и подняв брови. По мнению Лорна Кемпбелла, изображение на портрете ван Эйка более точное, будучи бесстрастным описанием, тогда как ван дер Вейден стилизовал портрет, вложив в него собственное личное видение.

## Состояние полиптиха
Часть картин находилась в неудовлетворительном состоянии из-за потемнения красок, скопившейся грязи и неудачных реставраций в прошлом. Полиптих непрерывно находился в капелле «Отель-Дьё» с момента установки до эпохи террора во времена Французской революции, когда его спрятали на чердаке на несколько десятилетий. Извлечённый обратно полиптих сочли несколько неприличным, обнажённые тела нижнего ряда были закрашены одеждой и языками пламени, а некоторые части картин побелены. В 1836 году «Страшный суд» попал в распоряжение Комиссии по древностям, принявшей решение о проведении реставрации полиптиха, которая состоялась лишь четырьмя десятилетиями позже — между 1875 и 1878 годами. Большинство из недавних добавлений было удалено, но со значительным ущербом для оригинала, например, потери пигмента краски на стенах с портретами донаторов, изначально красных и золотых. Светло-зелёная окантовка занавеси на портрете де Сален первоначально была голубой, а щит в руках ангела — синим. Общая сохранность центральных внутренних досок лучше, чем у боковых и внешних.
Часть картин впоследствии была перенесена на холст. Доски боковых створок латерально отделены друг от друга, чтобы внешние и внутренние картины могли демонстрироваться одновременно. Ранее створки открывали только по определённым воскресеньям и церковным праздникам. Оригинальные рамы части картин сохранились до нашего времени.